# Eleccions al Dáil Éireann de 1981

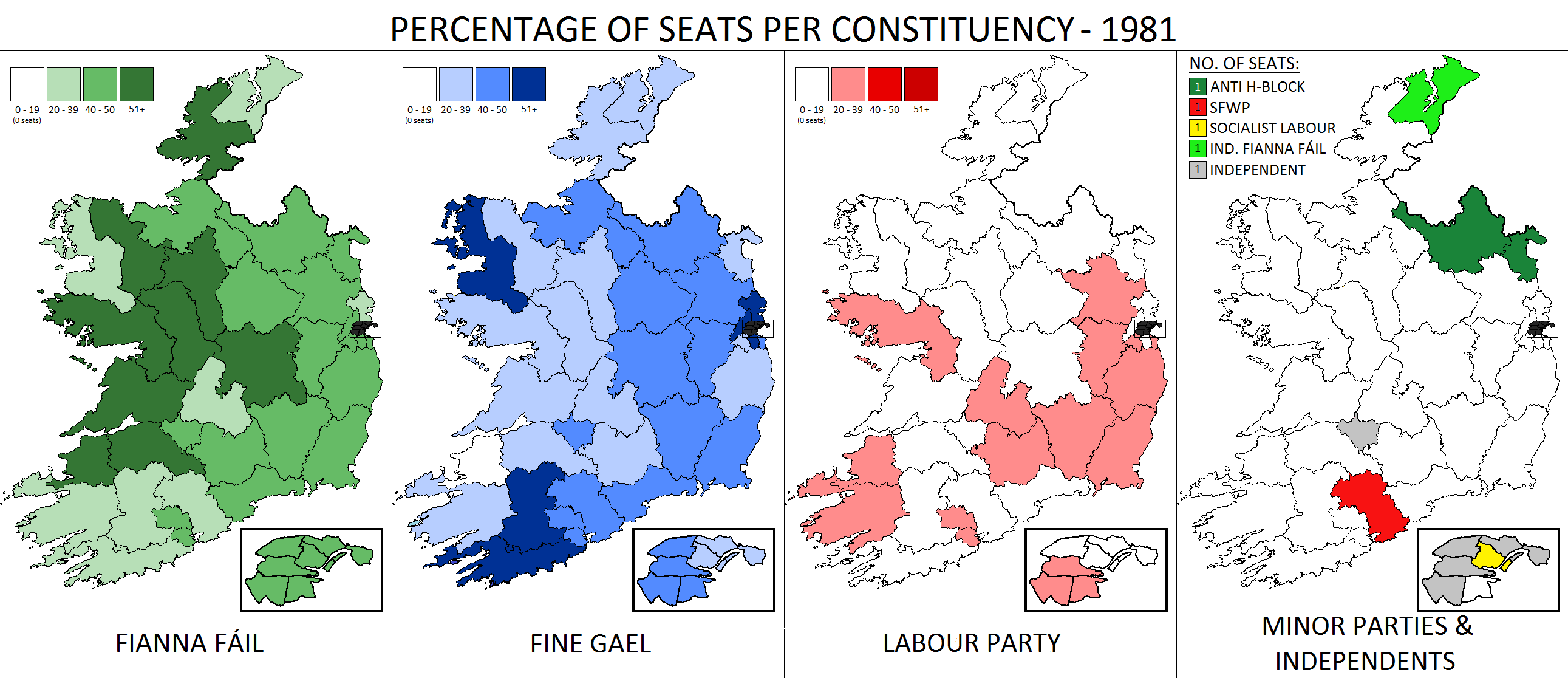
Resultats per circumscripcions i partits

Les eleccions al Dáil Éireann de 1981 es van celebrar el 21 de maig de 1981 per a renovar els 166 diputats del Dáil Éireann. Va guanyar el Fianna Fáil però es formà un govern de coalició entre Fine Gael i els Laboristes que al cap de nou mesos convocarà noves eleccions. Obtenen representació dos militants d'Irlanda del Nord presos, Paddy Agnew i Kieran Doherty.

## Resultats
| Partit                             | Líder             | Vot popular | %     | Escons |
| Fianna Fáil                        | Charles Haughey   |             | 45,3% | 77     |
| Fine Gael                          | Garret FitzGerald |             | 36,3% | 65     |
| Laborista                          | Frank Cluskey     |             | 9,9%  | 15     |
| Sinn Féin-Partit dels Treballadors | Tomás Mac Giolla  |             | 1,7%  | 1      |
| Anti Bloc H                        | Kieran Doherty    |             | 3,1%  | 2      |
| Independents                       |                   |             | 3,5%  | 5      |